# Leonid Pimonow
Leonid Pimonow (ros. Леонид Васильевич Пимонов; lit. Leonidas Pimonovas; ur. 18 lipca 1908 w Orenburgu, zm. 24 marca 2000 w Wilnie) – polski, francuski i litewski fizyk akustyk, działacz społeczny wywodzący się z rodu Pimonowów, honorowy przewodniczący Naczelnej Rady Staroobrzędowców Rzeczypospolitej.

## Życiorys
Urodził się w Orenburgu w znanej rodzinie staroobrzędowych działaczy wileńskich Pimonowów (syn Wasilija Mojsiejewicza i Nadieżdy Iwanowny). Ojciec był fundatorem molenny w Wilnie. W czasie I wojny światowej znalazł się ponownie wraz z rodzicami na terenie Rosji, z której powrócił do kraju w latach 20. Ukończył gimnazjum im. Adama Mickiewicza w Wilnie, a w 1935 studia na Wydziale Matematyki i Nauk Ścisłych Uniwersytetu Stefana Batorego.
Zajmował się sportem, uczestnicząc w turniejach tenisowych. Interesował się kinematografią, pracował m.in. jako kamerzysta i reżyser filmów krótkometrażowych dla Polskiej Agencji Telegraficznej. W 1930 był autorem filmu poświęconego wizycie prezydenta Mościckiego w wileńskiej molennie. Wraz z kuzynem Borysem był właścicielem kinoteatrów wileńskich "Hollywood" i "Kasyno".
W 1941 z żoną Eugenią (z domu Starczewska – Polka, która przyjęła prawosławie) wyjechał do Niemiec, gdzie w latach 1941–1947 pracował w fabryce Breunsinga w Berlinie (jako robotnik, później dyrektor). Kształcił się w Berlińskim Instytucie Technicznym, gdzie uzyskał stopień doktora fizyki. Od końca lat 40. mieszkał we Francji. Pracował m.in. jako inżynier we Francuskim Narodowym Centrum Badań nad Telekomunikacją w Paryżu. W 1965 uzyskał doktorat z fizyki na Sorbonie. Od 1967 stał na czele laboratorium Szkoły Praktycznej Badań Wyższych.
Od 1971 do 1979 pełnił obowiązki dyrektora Narodowego Centrum Badań Naukowych w Paryżu, a w latach 1971–1973 stał na czele Towarzystwa Akustyków Francji.
W latach 80. po raz pierwszy po wojnie przyjechał do Polski, gdzie wybrano go honorowym przewodniczącym Naczelnej Rady Staroobrzędowców. W 1985 założył Fundację im. Pimonowów w Suwałkach w celu pomocy wspólnotom staroobrzędowców w północno-wschodniej Polsce.
Po 1991 nadano mu obywatelstwo litewskie, a sam Pimonow po raz pierwszy przyjechał w 1994 na Litwę. W 1998 uczestniczył jako gość w zjeździe staroobrzędowców w Poniewieżu. Rok wcześniej założył w Wilnie Fundację im. Eugenii i Leonida Pimonowów na rzecz pomocy chorym na Alzheimera. Żona Eugenia zmarła na Alzheimera w Paryżu w 1996 i została pochowana na wileńskim cmentarzu staroobrzędowców.